# 瓦尔肯里德
瓦尔肯里德是德国下萨克森州的一个市镇。总面积12.23平方公里，总人口2252人，其中男性1090人，女性1162人（2011年12月31日），人口密度184人/平方公里。